# Kenneth Lewis Anderson
Kenneth Lewis Anderson (Hillsborough, 11 de Setembro de 1805 - Anderson, 3 de Julho de 1845) foi um advogado, o quarto e último vice-presidente da República do Texas.
Ele nasceu em Hillsborough, Carolina do Norte, onde trabalhou como sapateiro em uma idade adiantada. Em 1824 ele estava morando no Condado de Bedford, Tennessee, onde se tornou assistente de xerife em 1826 e delegado em 1830, ele era um coronel da milícia de 1832.
Em 1837, ele e sua família se mudaram para San Augustine, Texas, onde o cunhado de sua esposa, Joseph Rowe, viveu por cinco anos. Em 1838, Anderson serviu sucessivamente como vice-xerife e xerife. Foi provavelmente depois que ele chegou ao Texas, que estudou para se tornar um advogado. O presidente do Texas, Mirabeau B. Lamar, o nomeou colector da alfândega para o distrito de San Agoustine, e ele foi confirmado em 21 de Novembro de 1839. Ele serviu como colector até que se tornou num candidato a partir do condado de San Augustine para a Câmara dos Deputados Texas no VI Congresso em 1841, ele venceu com a maior maioria na história do condado de San Augustine na época.
Ele morreu em 3 de Julho de 1845 em Anderson, Texas, vítima de febre.